# インド共産党マルクス主義派
インド左派共産党（मार्क्सवादी कमयुनिस्त पार्टी, MaKaPa; Communist Party of India-Marxist, CPI-M）は、インドの政党。共産主義政党。元々はインド共産党であったが、党の修正主義と派閥主義に反対した急進派が1964年インド共産党から離脱、インド共産党マルクス主義派を結成し、同党は2つに分裂した（ただし現在、双方の党は左翼戦線を組み選挙協力関係にある）。以降この党はインド共産党マルクス主義派または便宜的にインド左派共産党と呼ばれることとなる。2002年時点で約81万4,400人（インド共産党マルクス主義派発表）の党員を抱えるとされる。
書記長は、シタラム・イェチュリ。

## 党名
党名は原語に忠実に訳せばインド共産党マルクス主義派となるが、日本語では党名が長くなるためインド左派共産党とされることがある。これとは別にインド共産党という政党もあるが、これは1925年12月25日設立とされるインド共産党が、1964年穏健派と急進派に分裂し、穏健派がインド共産党（CPI）として残り、急進派がインド共産党マルクス主義派（CPI-M）となったことで、CPIとCPI-Mを区別する必要が出たからである。党名については、インド共産党において詳しく述べる。

## 現況
2006年5月の議会選挙ではインド共産党マルクス主義派を中心とする「左翼戦線」がケーララ州（ここでは「左翼民主戦線」を名乗った）で98議席を得て政権を奪還し、西ベンガル州では235議席を獲得し、政権を維持した。長らくローク・サバー（連邦下院）では国民会議派とインド人民党の二大政党のあいだでキャスティング・ボートを握り続け、党から下院議長にソームナート・チャタルジーも輩出していた。インド国民会議を中心とする統一進歩同盟に閣外協力するなど、大きな影響力を有していたが、2008年7月に米印原子力協力に反対して閣外協力を解消した。
2009年連邦下院選挙では議席を大きく後退させて第三党ではなくなり、16議席の獲得にとどまった。また、中央政界で首相候補になったこともあるジョティ・バスが1977年から34年も州首相を務めた地盤の西ベンガル州ではタタ・ナノの工場誘致をめぐる強引な土地収用への反発から全インド草の根会議派が台頭して2011年の州議会議員選挙で敗北し、さらに初代州首相であるE・M・S・ナンブーディリパドの時代から西ベンガル州と並ぶ地盤であったケーララ州でも負け、両州の政権を失った。2014年連邦下院選挙でも退潮に歯止めをかけることはできず、ついに一桁の9議席まで後退し、2019年連邦下院選挙では更に後退して、3議席となった。
一方で、2013年トリプラ州議会選挙では政権を維持し、2016年ケーララ州議会選挙ではインド国民会議から政権を再び奪取した。2025年現在ではケーララ州において州政権を握っている。

## 選挙結果
| 年   | 党首                           | 獲得議席数 | 増減     | 得票率 |
| ---- | ------------------------------ | ---------- | -------- | ------ |
| 1967 | Puchalapalli Sundarayya        | 19 / 520   | -        | 4.28 % |
| 1971 | Puchalapalli Sundarayya        | 25 / 518   | 6        | 5.12 % |
| 1977 | Puchalapalli Sundarayya        | 22 / 542   | 3        | 4.29 % |
| 1980 | E・M・S・ナンブーディリパド    | 37 / 542   | 15       | 6.24 % |
| 1984 | E・M・S・ナンブーディリパド    | 22 / 533   | 15       | 5.72 % |
| 1989 | E・M・S・ナンブーディリパド    | 33 / 545   | 11       | 6.55 % |
| 1991 | E・M・S・ナンブーディリパド    | 35 / 545   | 2        | 6.14 % |
| 1996 | ハルキシャン・シン・スルジート | 32 / 545   | 3        | 6.12 % |
| 1998 | ハルキシャン・シン・スルジート | 32 / 545   | 増減なし | 5.16 % |
| 1999 | ハルキシャン・シン・スルジート | 33 / 545   | 1        | 5.40 % |
| 2004 | ハルキシャン・シン・スルジート | 43 / 543   | 10       | 5.66 % |
| 2009 | プラカーシュ・カラート         | 16 / 543   | 27       | 5.33 % |
| 2014 | シタラム・イエチュリ           | 9 / 543    | 7        | 3.24 % |
| 2019 | シタラム・イエチュリ           | 3 / 543    | 6        | 1.77%  |
| 2024 | シタラム・イエチュリ           | 4 / 543    | 1        | 1.76%  |